# Ichnotaxon

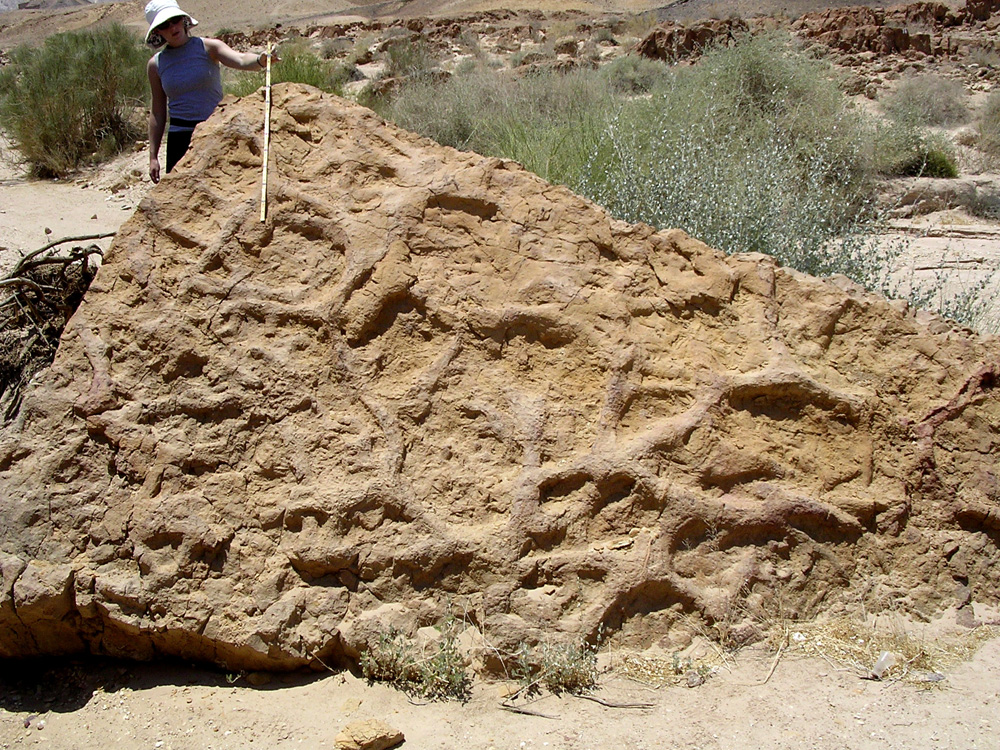
L'ichnogenre Thalassinoides, traces de terriers creusés par des crustacés, Jurassique moyen, Makhtesh Qatan, sud d'Israël.

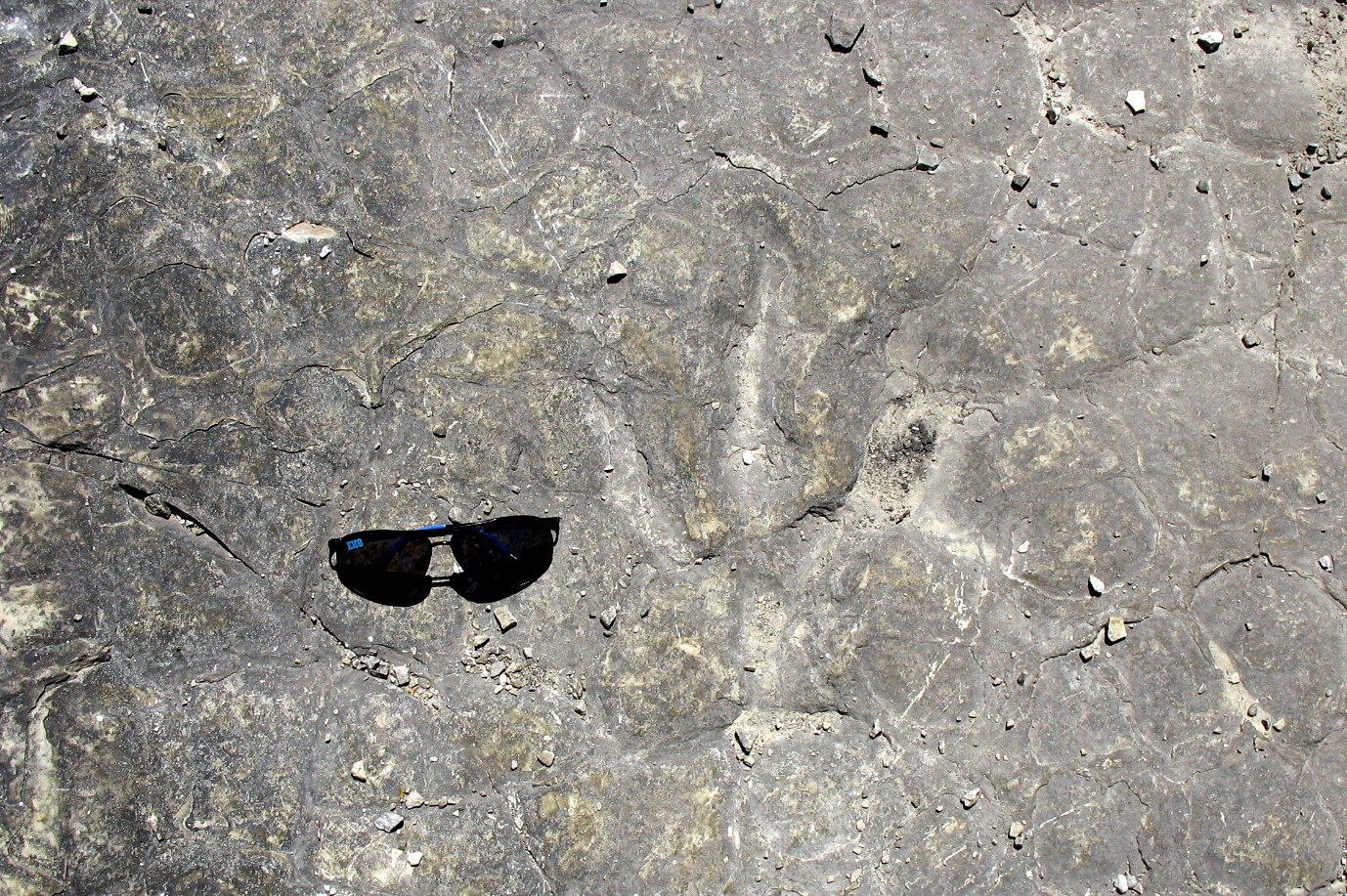
Empreinte rattachée à l'ichnogenre '.

Un ichnotaxon est défini par le code international de nomenclature zoologique (C.I.N.Z) comme un « taxon basé sur le travail fossilisé d'un animal ou d'un organisme, y compris les pistes fossilisées, empreintes de pas et terriers (traces fossiles), faites par un animal ».
L'ichnotaxinomie permet de déterminer l'ichnotaxon des traces fossiles en ajoutant le préfixe « ichno- » jusqu'à un niveau équivalent à celui d'une classe (ichnoespèce, ichnogenre,... ichnoclasse).
Certaines traces ne sont pas attribuables à un domaine particulier. On les classe parmi les Biota incertae sedis.